# Unikonta
Unikonta is een supergroep van de eukaryoten, voorgesteld door de Engelse bioloog Thomas Cavalier-Smith in 2002. Dit is verreweg de soortenrijkste supergroep van de eukaryoten en omvat naast enkele groepen van amoebeachtige eencelligen (zoals Amoebozoa) ook de Opisthokonta, die onder andere de schimmels en de meercellige dieren bevat. De Unikonta is voornamelijk op basis van DNA-kenmerken gekarakteriseerd.
De International Society of Protistologists, de erkende instantie voor taxonomie van protisten, adviseerde in 2012 om de term Unikonta te veranderen naar Amorphea omdat de naam 'Unikonta' gebaseerd is op een hypothetische synapomorfie die later verworpen is. Unikonta betekent één flagel en is afgeleid van het feit dat de meeste vertegenwoordigers maar één zweepstaartje hebben in hun flagellate stadium.

## Cladistiek
Traditioneel behoren tot de Unikonta alle eukaryoten met een enkele flagel of waarvan een voorouder een enkele flagel had. Een hypothese is dat alle Opisthokonta (dieren, schimmels en verwante groepen) en Amoebozoa afstammen van de Unikonta, terwijl de Archaeplastida (planten en verwante groepen), Excavata, Rhizaria en Chromalveolata afstammen van de Bikonta (eukaryoten met twee flagellen) en misschien ook Apusozoa die meestal als incertae sedis worden beschouwd. Onderstaand cladogram toont de positie van de supergroep van de Unikonta en van de afstammende rijken en stammen.
| Fylogenetische stamboom van de Unikonta |
| --- |
| - Supergroep Unikonta (Cavalier-Smith et al. 2002) - Opisthokonta (Copeland 1956, emend. Cavalier-Smith 1987, emend. Adl et al. 2005) - Rijk Animalia (Linnaeus 1758), dieren - Rijk Fungi (Linnaeus 1753), schimmels - Rijk Amoebozoae (Lühe 1913, em. Corliss 1984) - - Stam Protamoeba (Cavalier-Smith 1998) - Stam Conosa (Cavalier-Smith et al. 2004) - Archamoebae - Mycetozoa, slijmzwammen - Myxogastrea, plasmodiale slijmzwammen - - Dictyostelida - Protostelida - ? Apusozoa (Cavalier-Smith 1998) |
| een niet-monofyletische groep |

## Eigenschappen
De Unikonta bezitten een drievoudig fusiegen dat bij Bikonta ontbreekt. Dit fusiegen codeert voor enzymen die betrokken zijn bij de productie van op pyrimidine gebaseerde nucleotiden. Omdat bij de genfusie drie genen gefuseerd werden was dit een relatief zeldzame gebeurtenis, wat bewijs is voor de hypothese van een gemeenschappelijke voorouder van Opisthokonta en Amoebozoa.
Cavalier-Smith stelde oorspronkelijk voor dat Unikonta een enkele flagel als voorouderlijk kenmerk hadden. Dit is echter onwaarschijnlijk, aangezien de meeste Opisthokonta en sommige Amoebozoa, in aanleg twee flagellen hebben, zoals bij de Bikonta. Bij de meeste Unikonta ontwikkelt er zich slechts één. De meeste Unikonta hebben daarnaast een enkel centriool. Sommige Unikonta hebben een dubbel centriool maar hun oorsprong is ontwikkelingstechnisch gezien verschillend van de Bikonta, wat op een convergente evolutie wijst.